# Zenigata Heiji

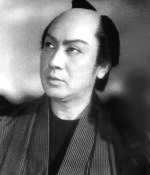
L'acteur Kazuo Hasegawa dans le rôle de Zenigata Heiji.

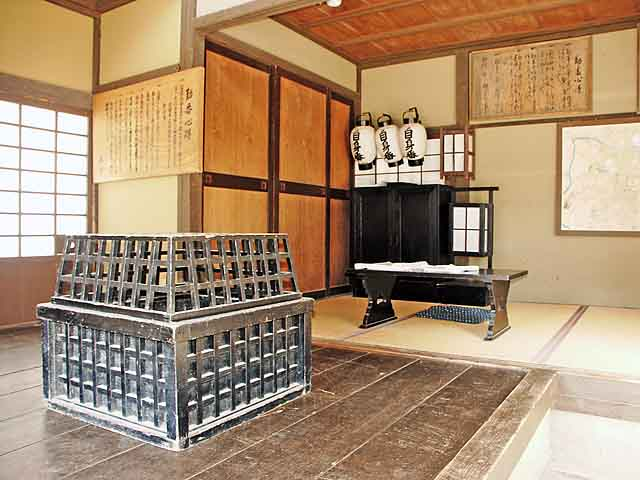
Poste de police sur le plateau des Toei Uzumasa Studios à Kyoto.

Zenigata Heiji (銭形 平次, Zenigata Heiji) est un personnage de fiction japonais créé par le romancier Kodō Nomura en 1937. Héros d'une série de romans, films et émissions de télévision, il s'agit d'un policier (岡っ引き, okappiki) agissant durant l'époque d'Edo (1603–1868) et attrapant les criminels en lançant des pièces de monnaie, les « zeni » de son nom. Au cinéma, il est interprété par l'acteur Kazuo Hasegawa.

## Présentation
Heiji vit avec sa femme Oshizu. Son acolyte est Hachigorō, aussi connu sous le nom de Karappachi ou juste Hachi. Pour résoudre ses enquêtes, il utilise la déduction, une jitte, et des anciennes pièces de monnaie avec un trou appelées kan'eitsūhō comme armes pour attraper les criminels.

## Romans
La série originale est publiée de 1937 à 1959. La première histoire apparaît dans le magazine japonais Bungei Shunjū Ōru Yomimono-han. En tout, ce sont 384 histoires qui sont produites. Beaucoup sont aujourd'hui toujours imprimées au Japon.

## Précision historique
Zenigata Heiji est une histoire fictive et ne s'inspire d'aucun individu réel. Il n'est pas précisé durant quelle partie de l'époque d'Edo les histoires ont lieu.
La description du poste de policier (okappiki) dans Zenigata Heiji diffère de la réalité sur plusieurs points. Les okappikis étaient non rémunérés ou ne recevaient qu'une très petite somme d'argent. Zenigata Heiji est représenté comme un policier à plein temps sans aucun autre travail. En réalité, cela aurait été impossible. De plus, la jitte qu'il porte habituellement n'était donnée à un okappiki qu'en cas de grave situation.
Dans la série télévisée, Heiji porte sa jitte à la ceinture, cependant, elle était en réalité portée dans une poche. Son style est également irréaliste.

## Films
- 銭形平次捕物控 振袖源太 (1931)[2]
- 七人の花嫁[3]
- 銭形平次捕物控 富籖政談 (1933)[4]
- 銭形平次捕物控 復讐鬼 (1933)[5]
- 銭形平次捕物控 紅蓮地獄 (1934)[6]
- 銭形平次捕物控 濡れた千両箱 (1935)[7]
- 銭形平次捕物控 (1939)[8]
- 銭形平次捕物控第二話 名月神田祭 (1939)[9]
- 銭形平次捕物控 平次の女難 (1939)[10]
- 銭形平次捕物控 南蛮秘法箋 (1940)[11]
- 銭形平次捕物控 平次八百八町 (1949)[12]
- 銭形平次 (1951)[13]
- 銭形平次捕物控 恋文道中 (1951)[14]
- 銭形平次捕物控 地獄の門 (1952)[15]
- 銭形平次捕物控 からくり屋敷 (1953)[16]

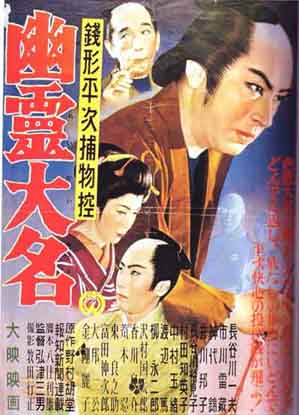
Affiche de ' (1954).

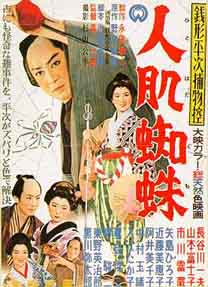
Affiche de ' (1956).

- (天晴れ一番手柄 青春銭形平次 ... Seishun Zenigata Heiji) (1953)[17],[18]
- 銭形平次捕物控 金色の狼 (1953)[19]
- Zenigata Heiji : Le Seigneur fantôme (en) (銭形平次捕物控　幽霊大名 Zenigata Heiji Torimono-Hikae: Yūrei Daimyō) (1954)[20]
- 銭形平次捕物控 どくろ駕籠 (1955)[21]
- 銭形平次捕物控 死美人風呂 (1956)[22]
- Zenigata Heiji : L'Araignée à peau humaine (en) (銭形平次捕物控　人肌蜘蛛 Zenigata Heiji Torimono no Hikae: Hitohada Gumo) (1956)
- (銭形平次捕物控 まだら蛇, Zenigata Heiji Torimono-Hikae: madara hebi) (1957)[23],[24]
- 銭形平次捕物控 女狐屋敷 (1957)[25]
- 銭形平次捕物控 八人の花嫁 (1958)[26]
- 銭形平次捕物控 鬼火燈籠 (1958)[27]
- 銭形平次捕物控 雪女の足跡 (1958)[28]
- 銭形平次捕物控 美人蜘蛛 (1960)[29]
- 銭形平次捕物控 夜のえんま帖 (1961)[30]
- 銭形平次捕物控 美人鮫 (1961)[31]
- 銭形平次捕物控 (1963)[32]
- 銭形平次 (1967)[33],[34]

## Série TV
Les paroles du générique de fin de la série changeaient chaque semaine en fonction de l'intrigue. Dans la série télévisée, les crédits de fin montrent une pièce de monnaie, basée sur le modèle d'une  kan'eitsūhō , lancée par Heiji, et avec l'inscription Zenigata Heiji écrit dessus.
Parmi les séries TV sur Zenigata Heiji se trouvent :
- 銭形平次捕物控 Zenigata Heiji Torimono-Hikae (1958–1960) - 103 épisodes
- 銭形平次捕物控 Zenigata Heiji Torimono-Hikae (1962–1963) - 48 épisodes
- 銭形平次 Zenigata Heiji (1966–1984) - 888 épisodes. La plus longue série Zenigata Heiji avec l'acteur Hashizō Ōgawa de 1966 à sa mort en 1984. Hashizō Ōgawa est entré dans le Livre Guinness des records comme l'acteur à la plus longue carrière dans une série télévisée d'une heure par épisodes. (Hashizō Ōgawa est en fait un onnagata, un acteur jouant des rôles de femmes au kabuki.) Sanae Tsuchida (en) fait partie de la distribution de 1970 à 1973.
- 銭形平次 Zenigata Heiji (1987) - 26 épisodes
- 銭形平次 Zenigata Heiji (1991–1997). Kin'ya Kitaōji tient le rôle Heiji dans les années 1990.
- 銭形平次 Zenigata Heiji (2004–2006). Avec Hiroaki Murakami (en)  dans le rôle-titre.